# Gerd Meyer (Aktivist)
Gerd Meyer (* 7. April 1946; † 1. Januar 2021 in Bremen) war Leiter des Gustav-Heinemann-Bürgerhauses in Bremen-Vegesack und Friedensaktivist.

## Leben
Meyer machte nach dem Hauptschulabschluss eine Ausbildung als Elektriker. Später studierte er an der Fernuniversität Hagen. Während seiner Zeit in Hannover war Egon Kuhn sein Mentor.

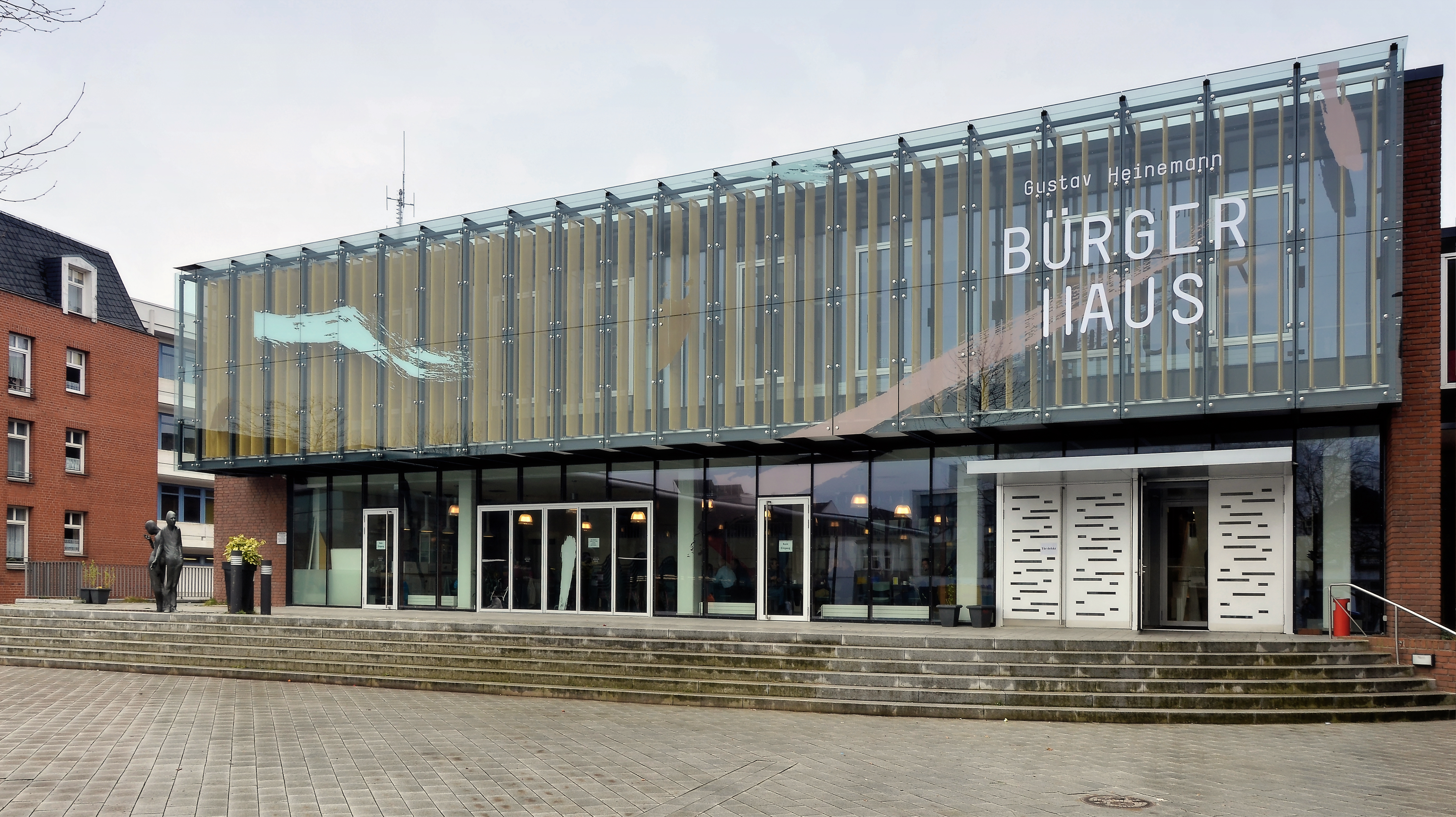
Gustav-Heinemann-Bürgerhaus

1987 gründete Meyer das Projekt Internationale Friedensschule Bremen im Gustav-Heinemann-Bürgerhaus. Die Idee zur Gründung entwickelte sich aus den seit 1985 bestehenden Kontakten von Nordbremer Geschichts- und Friedensinitiativen mit der italienischen Gemeinde Marzabotto, in der deutsche Soldaten 1944 ein Massaker an der Zivilbevölkerung begingen.
1985 und 1990 initiierte er den Gedenkmarsch Farge–Sandbostel. Weiterer Schwerpunkt seiner Arbeit war die Aufarbeitung der Geschichte des U-Boot-Bunkers „Valentin“, an die Gerd Meyer in historischen Führungen und Seminaren erinnerte und die 1999 zur Einstufung des U-Boot-Bunkers als Gedenkstätte beitrug.
Seit 1998 organisierte Gerd Meyer die regelmäßige Verleihung des Franco-Paselli-Friedenspreises.

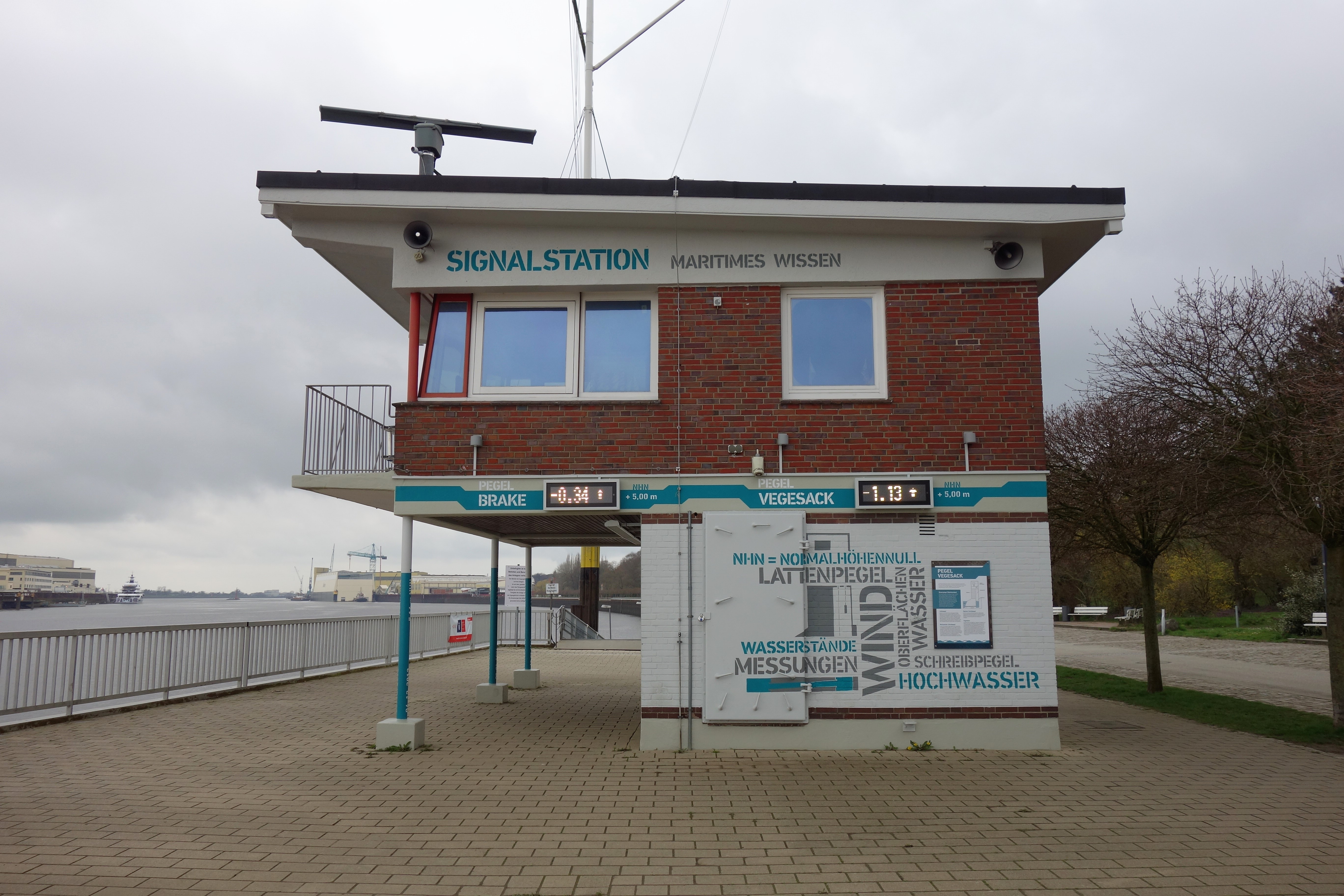
Die Signalstation in Vegesack

Gerd Meyer erinnerte im Projekt Spurensuche Bremen an den Wehrmachtsdeserteur Ludwig Baumann und den Widerstandskämpfer Rudolf Jacobs. Sein Kontakt zum Niederländer Klaas Touber, einem ehemaligen Häftling im Arbeitserziehungslager Farge, half bei der Aufarbeitung der Verbrechen am Bunker Valentin.
2017 war er Mitinitiator der Ausstellung Die Kinder vom Bullenhuser Damm im Bürgerhaus, die an ein Kriegsverbrechen der SS in einer Hamburger Schule erinnerte.
Und er initiierte die Gruppe der Flussführer, eine Gruppe, die sich regelmäßig in der Signalstation des Maritime Tradition Vegesack Nautilus traf. Die Flussführer veröffentlichten  2014 im Eigenverlag von Rons Schneider den Erzählband: Sehnsucht nach Meer: Eine Flussfahrt entlang der Weser. Mit einem Grußwort von Jens Böhrnsen und einem Vorwort von Gerd Meyer. Mit dem Buch gingen die Flussführer anschließend auf Lesefahrt an Bord der Atlantic.
Meyer war verheiratet und hat eine Tochter.

## Mitgliedschaften
- Vorstand beim Deutschland-Verein von Givʿat Chaviva
- SPD-Ortsverein Vegesack[7]

## Ehrungen
Gerd Meyer erhielt 2018 das Verdienstkreuz am Bande anlässlich des Tages des Ehrenamtes für sein herausragendes Engagement für die Gedenk- und Erinnerungskultur in Deutschland und seine langjährige Aufarbeitung der Geschichte der Region Unterweser.